# CIE 도서관
CIE 도서관(일본어: CIE図書館 시아이토쇼칸[*], 영어: SCAP CIE Information Center, SCAP CI&E Information Center Library)은 제2차 세계 대전 이후 연합군 최고사령부(GHQ/SCAP)의 민간정보교육국(CIE)이 일본 각지에 설치한 도서관이다.
전후 일본에서 연합군 최고사령부(GHQ/SCAP)의 민간정보교육국(CIE)이 삿포로, 하코다테, 센다이, 아키타, 도쿄(히비야 및 신주쿠), 요코하마, 니가타, 가나자와, 나가노, 시즈오카, 나고야, 교토, 오사카, 고베, 오카야마, 히로시마, 다카마쓰, 마쓰야마, 고쿠라(현 기타큐슈), 후쿠오카, 나가사키, 구마모토의 23곳에 설치한 미국식 도서관으로, 일본 국민의 민주화와 미국에 대한 이해, 일본 공공도서관의 근대화를 추진하는 역할을 수행했다. 연합군에 의한 점령이 끝나면서 이 중 13개관이 미국문화센터(ACC)로 이관되었으나, 나머지는 폐지되어 장서가 공공도서관에 통합, 기증되었다(도쿠시마와 구마모토에서는 시립도서관의 전신이 되었다).

## 명칭
정식 영어 명칭은 1948년 8월 이후 "CIE Information Center", 즉 "인포메이션 센터"로 정해졌으나, 시민과 언론 등에서는 일반적으로 "CIE 도서관"이라 불렸다. 나가사키 CIE 도서관의 경우 홍보용 리플릿에서 도서관 명칭을 "나가사키 CIE 도서관"(長崎CIE圖書館), "SCAP CIE INFORMATION CENTER NAGASAKI"로 표기하고 있다. 전후 얼마 지나지 않은 시기였기에 '인포메이션'의 번역어로 첩보를 연상시키는 '정보'라는 단어의 사용을 피하려 했다는 일화도 있다. 별칭으로는 "CIE 라이브러리", "SCAP(스캡) 도서관", "미국 도서관" 등이 있다.
한편, 연합군 최고사령부(GHQ/SCAP)의 민간정보교육국(CIE) 외에도 미국 태평양 육군 최고사령부(GHQ/USAFPAC)가 관할하는 각지의 지방군정부에도 민간정보과(CIE)가 있었으며, 이들 역시 지방의 공공도서관, 공민관, 학교 등에 "CIE 독서실"(CIE Reading Room)을 설치했기에 이들과 혼동되는 경우가 있다. 다만 이러한 지방군정부의 CIE 독서실 중에는 후에 SCAP CIE로 이관되어 "CIE 도서관"의 분실이 된 곳도 있다. 그 외에는 폐지되거나 공공도서관, 공민관 등에 통합되었다.

## 역사

### 설치 배경
1945년 8월 일본이 포츠담 선언을 수락함으로써 제2차 세계 대전(태평양 전쟁)이 종결되고, 일본은 연합군의 점령하에 놓였다. 1952년 4월 샌프란시스코 강화조약이 발효되어 일본이 주권을 회복하기까지의 7년간, 연합군 최고사령부(GHQ/SCAP)에 의해 민주화와 다양한 개혁이 추진되었다.
이 GHQ/SCAP의 부서 중 하나로, 민주주의의 보급과 국가주의의 배제, 교육개혁 등을 담당하는 민간정보교육국(CIE)이 있었으며, 여기에는 도서관 정책을 담당하는 담당관도 배치되어 있었다. 초대는 필립 O. 키니, 2대는 폴 J. 바넷, 3대는 제인 페어웨더였으며, 바넷은 도쿄(히비야) CIE 도서관장도 겸임했다. CIE의 도서관 정책에는 국립도서관, 공공도서관, 학교도서관, 대학도서관 등 각종 도서관의 개혁 외에도 직원 양성과 도서관 협력, 이 CIE 도서관의 설치, 운영이 포함되어 있었다.
타국(특히 점령지역)에 도서관을 설치하는 것은 드문 일이 아니었으며, 일본도 점령하의 조선과 대만에서 도서관을 설치했었다. 미국도 제2차 세계 대전 중에는 미국전시정보국(OWI)이 각국에 도서관을 전개했으며, 미국 국무부가 나치로부터 해방된 지역에 소규모 도서관 "인포메이션 라이브러리"를 설치했다. 다만 독일, 오스트리아, 일본, 조선에 대한 도서관 설치는 국무부가 아닌 전쟁부의 관할이었기 때문에 "인포메이션 센터"라는 명칭이었다.
1946년에 CIE가 미국교육사절단의 안내서로 간행한 《일본의 교육》(Education in Japan)에서는 CIE 도서관의 목적에 대해 "일본의 문필가, 학자, 관료, 정치인, 제단체 및 일반인을 대상으로 국제관계와 제2차 세계대전에 관한 참고자료와 서적을 제공하고, 미국의 관습, 법률, 사회, 정치기구에 근거한 활동과 정책의 실태를 알리고자 하는 것"이라고 서술하고 있다.

### 창설과 각지로의 확대
최초의 CIE 도서관은 1945년 11월 15일에 도쿄도 고진초구(현 지요다구) 우치사이와이초의 NHK 도쿄방송회관 108호실을 접수하여 설치되었다. 이 시점에서는 주로 CIE 관계자의 이용을 대상으로 했으나, 이듬해 1946년 3월에 니토 홍차의 다실로 이전하면서 일본인에게도 개방되었다.
1947년 8월 23일, CIE는 교토와 나고야에 CIE 도서관을 설치하는 지령 SCAPIN4401-A를 발표했고, 같은 해 12월 30일에 발표된 SCAPIN5083-A에 의해 추가로 14개 도시에 설치하는 것이 통지되었다. 이에 따라 1948년까지 인구 20만 이상인 16개 지방도시에도 CIE 도서관이 설치되어 총 17개관이 되었다. 더욱이 1950년부터 1951년에 걸쳐 신주쿠, 나가노, 마쓰야마, 오카야마, 아키타의 각 관이 개관했고, 마지막으로 고쿠라시의 후쿠오카 CIE 도서관 기타큐슈 분관이 시의 요청으로 승격되어 총 23개관이 되었다.

### 폐쇄와 그 이후
1952년 4월 샌프란시스코 강화조약의 발효로 연합군의 일본 점령이 종결됨에 따라 CIE 도서관은 폐쇄되었고, 이 중 13개 도시에서는 미국 국무부로 이관된 후 5월 1일부터 미국문화센터(ACC)로 개칭되었다. 기본적인 서비스 내용은 이전과 같았으나, 미국 정부의 홍보활동의 최전선을 담당하는 시설이 되어 영화 상영회, 전시회, 영어회화교실, 강연회, 인사교류사업에 중점이 두어졌다. 이듬해 1955년에는 국무부에서 미국 홍보, 문화교류청으로 관할이 이관되었다.
1967년 이후 예산 삭감으로 인해 7개의 센터가 폐쇄되어 1972년 시점에는 삿포로, 도쿄, 나고야, 교토, 오사카, 후쿠오카의 6개 도시만이 남게 되었다. 1996년(헤이세이 8년)에 교토, 1997년(헤이세이 9년)에 삿포로의 센터도 폐쇄되었으나, USIA가 국무성에 통합된 1999년(헤이세이 11년)에는 삿포로의 센터가 재개되기도 했다. 2006년(헤이세이 18년)에는 도쿄 아메리칸 센터의 자료실도 폐쇄되어 미국 대사관으로 이전했다.

## 설비와 서비스
각 CIE 도서관의 개관 시 장서 수는 약 4,000권, 정기간행물이 약 400종 정도의 규모였으며, 가장 큰 고베 CIE 도서관이 302평이었다. 수용 인원은 오사카와 센다이가 최대로 각각 246명이었고, 반면 최소는 하코다테의 72명이었다. 냉난방 시설도 갖추고 있었다. 구마모토 CIE 도서관장을 지낸 그레이스 이이지마에 따르면, CIE 도서관의 과학, 기술 분야 장서는 미국의 일반적인 공공도서관보다 더 풍부했다고 한다.
각각의 CIE 도서관에는 미국인 전문 사서가 1명씩 관장으로 배치되었고, 그 업무를 일본인 직원이 보좌하는 형태를 취했다. 관장으로 일본에 온 사서 중 확인된 인원의 3분의 2가 여성이었다.
CIE 도서관에서는 전쟁 전 일본의 도서관에는 없었던 무료 공개의 개가제를 채택하고, 참고 봉사, 도서관 간 상호대차, 아동 서비스 등을 실시하여 전후 일본의 근대 공공도서관의 모델이 되었다. 그 밖에도 영어회화교실, 영화 상영회, 레코드 콘서트, 강연회, 독서회, 토론회, 스퀘어 댄스, 펜팔 등 CIE 도서관에서 제공된 서비스는 다양했다.
이용자는 미곡통장이나 학생증을 제시하면 대출증을 발급받을 수 있었다. 도서, 잡지 외에도 레코드와 악보, 팸플릿류도 무료로 대출할 수 있었다. 대출 기간은 도서가 2주, 잡지가 1주(단, 최신호는 1일)였다.
오사카 CIE 도서관 개설 시 CIE가 발표한 담화에서는 기존 일본의 공공도서관에는 없는 CIE 도서관의 특징으로 입관 절차 불필요, 입관료 무료, 책을 자유롭게 열람할 수 있는 개가제, 자료 검색과 지도가 가능한 직원 배치, 찾기 쉬운 충실한 카드식 도서목록 등이 거론되었다.
CIE 도서관은 22개 도시 23개관뿐이었지만, 그 외의 지역에도 분실을 설치하여 서비스를 전개했고, 공공도서관, 대학도서관, 학교, 공장 등에 단체 대출도 실시했다.

## 이용 현황
개관 당시의 도쿄 CIE 도서관의 입관자 수는 하루 1,200명 이상이었고, 지방에서는 400에서 500명 정도였다. 이용자는 학생이 대부분이었다. 이공계 잡지의 이용이 가장 많았고, 의학, 토목, 전기, 자동차, 무선, 텔레비전 관련 잡지는 입수될 때마다 앞다투어 읽혔다. 구미의 최신 과학기술을 알고 싶어도 당시 일본의 대학도서관에는 전쟁 전의 문헌밖에 없었고, 해외에서 자료를 가져오는 데도 수개월이 걸리는 상황에서 젊은 연구자들은 CIE 도서관에서 학술잡지를 탐독했다고 한다. 이용자는 학생이나 연구자에 한정되지 않았으며, 미국의 패션 잡지는 주부와 여고생에게 매우 인기가 있었다. CIE 도서관의 이용자였던 저명인으로는 소설가 오에 겐자부로(마쓰야마 CIE 도서관), 공업디자이너 에쿠안 겐지(히로시마 CIE 도서관), 정신과 의사 나카이 히사오(오사카 CIE 도서관), 영문학자 유라 기미요시(도쿄 CIE 도서관) 등이 있다.
1947년 10월 1일자 일본독서신문이 보도한 도쿄 CIE 도서관의 열람자 통계에 따르면, 하루 평균 열람자 수는 600명이었다. 성별로는 남성이 85%, 여성이 15%였다. 연령별로는 10대 이하가 21%, 20대가 65%, 30대 이상이 21%였다. 직업별로는 학생이 55%를 차지했고, 엔지니어 14%, 과학자, 전문기술자 4%, 의사 3%, 작가와 편집자 및 신문기자 2%, 예술가 및 디자이너 2%, 관리 2%, 무직 4%였다. 분야별 내역은 다음과 같다.
|      | 철학·심리·종교 | 교육 | 사회문제 | 정치·역사 | 경제·상업·노동 | 공예 | 미술·오락 | 문학 | 기타 |
| ---- | -------------- | ---- | -------- | --------- | -------------- | ---- | --------- | ---- | ---- |
| 도서 | 2%             | 4%   | 2%       | 18%       | 20%            | 20%  | 12%       | 16%  | 2%   |
| 잡지 | 2%             | 4%   | 10%      | 8%        | 4%             | 48%  | 16%       | 0%   | 8%   |

## 더 읽어보기
- 『格子なき図書館』1950年 - CIEによるプロパガンダ映画（ナトコ映画）[29][30]

## 참고문헌
- 愛知県 編 (1973). 《愛知県昭和史》 下巻. 愛知県.
- 秋田市 編 (2005). 《秋田市史》. 5巻 近現代II 通史編. 秋田市. 408쪽.
- 天野敬太郎 編 (1951). 《図書館総覧》. 文教書院.
- 石井敦 監修 (1992). 《新聞集成図書館 第4巻昭和戦後編》. 大空社. ISBN 4872362462.
- 石原眞理 (2010). “横浜アメリカ文化センター所蔵資料と設置者の意図”. 《日本図書館情報学会誌》 (日本図書館情報学会) 56 (1): 17–33. doi:10.20651/jslis.56.1_17. ISSN 1344-8668. NAID 110007618931.
- 大島真理 (2004). “CIE図書館の女性図書館員たち”. 《図書館界》 (日本図書館研究会) 56 (4): 224–235. doi:10.20628/toshokankai.56.4_224. ISSN 0040-9669. NAID 110007985439.
- 郡司良夫 (2010년 jun월). “松山CIE図書館蔵書の行方”. 《松山大学論集》 (松山大学総合研究所) 22 (2): 175–221. ISSN 0916-3298. NAID 40017357161.
- 今まど子 (2003). 〈CIE図書館の研究 レジュメ〉.   回顧文集編集委員会. 《CIE図書館を回顧して》. 回顧文集編集委員会. 이름 목록에서 |성1=이(가) 없음 (도움말)
- 今まど子 (2009). 《図書館学基礎資料》 第8版판. 樹村房. ISBN 9784883671502.
- 今まど子 (2013). 〈CIEインフォメーションセンターの活動〉.   今まど子、高山正也. 《現代日本の図書館構想》. 勉誠出版. 이름 목록에서 |성1=이(가) 없음 (도움말)
- 佃一可ほか (2012). 《図書・図書館史》. 現代図書館情報学シリーズ 11. 樹村房. ISBN 9784883672110.
- 長崎CIE図書館 (1951). 《長崎CIE図書館（リーフレット）》. 長崎CIE図書館.（長崎県立長崎図書館蔵）
- 日本図書館協会 編 (1992). 《近代日本図書館の歩み 地方篇》. 日本図書館協会. ISBN 4820491237.
- 根本彰ほか (1999). “政策文書に見るGHQ/SCAP民間情報教育局の図書館政策”. 《東京大学大学院教育学研究科紀要》 (東京大学) (39): 453–478. NAID 120000869283.
- マイケル・ハフ (2011). “米国大使館レファレンス資料室―変化するニーズに応えるためのサービス”. 《びぶろす》 (国立国会図書館総務部) (電子化53).
- 豊後レイコ (2008). 《あるライブラリアンの記録―レファレンス・CIE・アメリカンセンター・司書講習》. 女性図書館職研究会. 다음 글자 무시됨: ‘seriesシリーズ私と図書館 1’ (도움말);
- 三浦太郎 (2005). “占領下日本におけるCIE第2代図書館担当官バーネットの活動”. 《東京大学大学院教育学研究科紀要》 (東京大学) 45: 267–276. NAID 110006389820.
- 由良君美 (2013). 《みみずく古本市》. 筑摩書房.
- 北九州市立中央図書館, 편집. (1986년 3월). 《中央図書館解説10周年記念 北九州市立図書館誌》. 北九州市立中央図書館.